# كيفن فيج
كيفن فيج (بالإنجليزية: Kevin Feige) (وُلد في 2 يونيو عام 1973) هو منتج أفلام أمريكي ورئيس استديوهات مارفل منذ عام 2007. تبلغ القيمة الإجمالية لتذاكر الأفلام التي أنتجها أكثر من 26.8 مليار دولار. فيج عضو في نقابة المنتجين الأمريكيين. في عام 2019، ترشح لنيل جائزة الأوسكار لأفضل فيلم عن فيلمه بلانك بانثر (النمر الأسود)، أول أفلام الأبطال الخارقين الذي يترشح لنيل هذه الجائزة، بالإضافة إلى كونه أول فيلم من إنتاج عالم مارفل السينمائي يحظى بجائزة أوسكار، وفي شهر أكتوبر من عام 2019، أصبح مديرًا إبداعيًا لشركة مارفل إنترتينمنت. في 21 يوليو عام 2019، كان فيلم أفنجرز: إيندغيم (المنتقمون: نهاية اللعبة)، وهو من إنتاجه، الفيلم الأعلى دخلًا في العالم حتى ذلك اليوم.

## نشأته ومسيرته المهنية
وُلد فيج في بوسطن وترعرع في ويستفيلد، نيوجيرسي، حيث تخرج في مدرسة ويستفيلد الثانوية. كان جدّه لأمه، روبرت إي. شورت، منتجًا تلفزيونيًا في الخمسينيات، يعمل في المسلسلات التلفزيونية الطويلة من بينها غايدينغ لايت وآز ذا وورلد تيرنز.
بعد المدرسة الثانوية، تقدم فيج بطلب الانتساب إلى مدرسة الفنون السينمائية التابعة لجامعة كاليفورنيا الجنوبية، المدرسة الأم لمخرجيه المفضلين: جورج لوكاس، ورون هاورد، وروبرت زيميكس. رُفضت طلبات انتسابه الخمسة الأولى، إلا أنه عاود المحاولة وقُبل في المرة السادسة.
تتضمن أعماله الأولى كونه مساعدًا للمنتجة المنفذة لورين شولر دونر في فيلميها فولكينو (1997) ويوڤ غات ميل.
عمل عام 2000 منتجًا في شركة مارفل.

## منتج أفلام
خلال أول فيلم من سلسلة إكس مِن، جعلت دونر من فيج منتجًا مساعدًا نظرًا إلى معرفته بعالم مارفل السينمائي. بعد أن أثار إعجاب آفي آراد، اختير للعمل مساعدًا له في استديوهات مارفل في العام نفسه. عُيّن فيج رئيسًا للإنتاج في استديوهات مارفل السينمائية في مارس عام 2007.
تلقى فيج جائزة مخرج العام الاستعراضي للأفلام في حفل توزيع جوائز نقابة الدعائيين في 22 فبراير عام 2013. قال رئيس لجنة الجوائز هنري بولينجر: «أدى فهم وتقدير كيفن فيج الإعلان والترويج إلى دوره في تقديم سلسلة من الأفلام الناجحة المقتبسة من صفحات كتب مارفل الهزلية خلال السنين العشر الماضية».
تلقى فيج جائزة ديفيد أو. سلزنيك للإنجاز في الأفلام المسرحية المقدمة من نقابة المنتجين الأمريكيين عام 2019. في 26 سبتمبر عام 2019، نُقل عن فيج تطويره فيلمًا من سلسلة ستار وورز (حرب النجوم) لصالح شركة لوكاس فيلم.
في شهر أكتوبر عام 2019، إلى جانب كونه رئيسًا لاستديوهات مارفل السينمائية، عُيّن فيج مديرًا إبداعيًا لكن من مارفل كوميكس، وتلفزيون مارفل، ومارفل أنيميشن.

## حياته الشخصية
فيج متزوج من كاتلين، وهي ممرضة في اختصاص القلب والصدر، ولديهما فتاة من مواليد عام 2009 وصبي من مواليد عام 2012.

## أفلام أنتجها
| Year | Title                            | Role       | Notes                    |
| ---- | -------------------------------- | ---------- | ------------------------ |
| 2000 | رجال-إكس (فيلم)                  | مساعد منتج |                          |
| 2002 | الرجل العنكبوت                   | منتج منفذ  |                          |
| 2003 | ديردفيل (فيلم)                   | مساعد منتج |                          |
| 2003 | إكس 2                            | مساعد منتج |                          |
| 2003 | Hulk                             | منتج منفذ  |                          |
| 2004 | ذا بونيشر                        | منتج منفذ  |                          |
| 2004 | الرجل العنكبوت 2                 | منتج منفذ  |                          |
| 2004 | بليد: الثالوث                    | مساعد منتج |                          |
| 2005 | إلكترا                           | مساعد منتج |                          |
| 2005 | Man-Thing                        | منتج منفذ  |                          |
| 2005 | أربعة مذهلون                     | منتج منفذ  |                          |
| 2006 | رجال-إكس: الوقفة الأخيرة         | منتج منفذ  |                          |
| 2007 | الرجل العنكبوت 3                 | منتج منفذ  |                          |
| 2007 | أربعة مذهلون: ظهور المتزلج الفضي | منتج منفذ  |                          |
| 2008 | آيرون مان                        | منتج       |                          |
| 2008 | هولك الخارق (فيلم)               | منتج       |                          |
| 2008 | المعاقب: منطقة حرب               | منتج منفذ  |                          |
| 2010 | آيرون مان 2                      | منتج       |                          |
| 2011 | ثور (فيلم)                       | منتج       |                          |
| 2011 | Thor: Tales of Asgard            | منتج منفذ  | Animated فيلم فيديو film |
| 2011 | كابتن أمريكا: المنتقم الأول      | منتج       |                          |
| 2012 | المنتقمون (فيلم)                 | منتج       |                          |
| 2012 | الرجل العنكبوت المذهل (فيلم)     | منتج منفذ  |                          |
| 2013 | آيرون مان 3                      | منتج       |                          |
| 2013 | ثور: العالم المظلم               | منتج       |                          |
| 2014 | كابتن أمريكا: جندي الشتاء        | منتج       |                          |
| 2014 | حراس المجرة                      | منتج       |                          |
| 2015 | المنتقمون: عصر ألترون            | منتج       |                          |
| 2015 | الرجل النملة (فيلم)              | منتج       |                          |
| 2016 | ديدبول (فيلم)                    | منتج       |                          |
| 2016 | كابتن أمريكا: الحرب الأهلية      | منتج       |                          |
| 2016 | دكتور سترينج                     | منتج       |                          |
| 2017 | حراس المجرة 2                    | منتج       |                          |
| 2018 | النمر الأسود                     | منتج       |                          |

## روابط خارجية
- كيفن فيج على موقع IMDb (الإنجليزية)
- كيفن فيج على موقع مونزينجر (الألمانية)
- كيفن فيج على موقع ألو سيني (الفرنسية)
- كيفن فيج على موقع ميوزك برينز (الإنجليزية)
- كيفن فيج على موقع بوكس أوفيس موجو (الإنجليزية)
- كيفن فيج على موقع ديسكوغز (الإنجليزية)
- كيفن فيج على موقع قاعدة بيانات الفيلم (الإنجليزية)